# فهرست آثار طبیعی ملی ایران
فهرست آثار طبیعی ملی ایران شامل آثار طبیعی ملی در ایران است که از سوی سازمان حفاظت محیط زیست به عنوان یکی از منطقه‌های چهارگانهٔ حفاظت محیط زیست تعیین شده‌اند.

## فهرست
| فهرست آثار طبیعی ملی ایران | فهرست آثار طبیعی ملی ایران                    | فهرست آثار طبیعی ملی ایران | فهرست آثار طبیعی ملی ایران |
| ردیف                       | نام                                           | استان                      | تاریخ تصویب                |
| -------------------------- | --------------------------------------------- | -------------------------- | -------------------------- |
| ۱                          | ارس سرانی                                     | خراسان شمالی               | ۱۳۸۸/۱۱/۱۱                 |
| ۲                          | آبشار شوی                                     | خوزستان                    | ۹۴/۱۲/۲۴                   |
| ۳                          | بزنگان                                        | خراسان رضوی                | ۸۵/۰۱/۱۹                   |
| ۴                          | تار و هویر                                    | تهران                      | ۹۹/۱۱/۰۶                   |
| ۵                          | تنگ رازیانه                                   | ایلام                      | ۸۸/۰۵/۲۵                   |
| ۶                          | تنگه واشی                                     | تهران                      | ۹۹/۱۱/۰۶                   |
| ۷                          | جزیره خارکو                                   | بوشهر                      | ۱۳۸۶/۱۱/۱۲                 |
| ۸                          | چشمه فکجور دمکش                               | گیلان                      | ۱۳۸۸/۱۱/۱۱                 |
| ۹                          | چشمه گراب                                     | خراسان رضوی                | ۱۳۸۹/۰۷/۱۱                 |
| ۱۰                         | چشمه گل‌فشان پیرگل                             | سیستان و بلوچستان          | ۱۳۸۸/۱۱/۱۱                 |
| ۱۱                         | چشمه گل‌فشان تنگ                               | سیستان و بلوچستان          | ۱۳۸۸/۱۱/۱۱                 |
| ۱۲                         | خشکه‌داران                                     | مازندران                   | ۱۳۶۶/۰۶/۲۰                 |
| ۱۳                         | درفک                                          | گیلان                      | ۹۵/۱۰/۲۹                   |
| ۱۴                         | اثر طبیعی ملی دهلران                          | ایلام                      | ۱۳۵۵/۰۵/۰۶                 |
| ۱۵                         | منطقه فسیلی سپاهان                            | اصفهان                     | ۹۴/۱۲/۲۴                   |
| ۱۶                         | سرو ابرکوه                                    | یزد                        | ۱۳۸۲/۱۲/۲۷                 |
| ۱۷                         | سرو زربین سنگان                               | سیستان و بلوچستان          | ۱۳۸۸/۱۱/۱۱                 |
| ۱۸                         | سرو سیرچ                                      | کرمان                      | ۱۳۸۲/۱۲/۲۷                 |
| ۱۹                         | سرو قره‌باغ                                    | خراسان شمالی               | ۱۳۸۸/۱۱/۱۱                 |
| ۲۰                         | سرو هرزویل                                    | گیلان                      | ۱۳۶۶/۰۶/۲۰                 |
| ۲۱                         | سوسن سفید                                     | گیلان                      | ۱۳۵۵/۰۵/۰۶                 |
| ۲۲                         | شم‌شم                                          | کردستان                    | ۹۸/۰۴/۲۵                   |
| ۲۳                         | صنوبر شیروان                                  | خراسان شمالی               | ۱۳۸۸/۱۱/۱۱                 |
| ۲۴                         | غار پراو                                      | کرمانشاه                   | ۱۳۸۸/۱۱/۱۱                 |
| ۲۵                         | غار چال‌نخجیر                                  | مرکزی                      | ۱۳۸۴/۲/۱۴                  |
| ۲۶                         | غار رودافشان                                  | تهران                      | ۹۹/۱۱/۰۶                   |
| ۲۷                         | غار سهولان                                    | آذربایجان غربی             | ۱۳۷۹/۳/۱۱                  |
| ۲۸                         | غار قوری‌قلعه                                  | کرمانشاه                   | ۱۳۸۰/۷/۲۵                  |
| ۲۹                         | غار ماهی کور                                  | لرستان                     | ۱۳۸۴/۲/۱۴                  |
| ۳۰                         | غار یخکان                                     | اردبیل                     | ۱۳۸۱/۳/۲۱                  |
| ۳۱                         | منطقه فسیلی مراغه                             | آذربایجان شرقی             | ۱۳۸۴/۲/۱۴                  |
| ۳۲                         | بینالود                                       | خراسان رضوی                | ۱۳۸۸/۱۱/۱۱                 |
| ۳۳                         | قله‌های سه‌گانه (علم‌کوه، سیاه‌کمان و تخت سلیمان) | مازندران                   | ۱۳۸۱/۰۳/۲۱                 |
| ۳۴                         | قله تفتان                                     | سیستان و بلوچستان          | ۱۳۸۱/۳/۲۱                  |
| ۳۵                         | قله دماوند                                    | مازندران                   | ۱۳۸۱/۰۳/۲۱                 |
| ۳۶                         | قله سبلان                                     | اردبیل                     | ۱۳۸۱/۳/۲۱                  |
| ۳۷                         | کانی برد                                      | کردستان                    | ۹۸/۰۴/۲۵                   |
| ۳۸                         | گنبد نمکی جاشک                                | بوشهر                      | ۱۳۸۶/۱۱/۱۲                 |
| ۳۹                         | گنبدهای نمکین خرسین                           | هرمزگان                    | ۱۳۸۲/۱۲/۲۷                 |
| ۴۰                         | لاله واژگون                                   | چهارمحال و بختیاری         | ۷۵/۱۱/۲۷                   |